# Show ! Le Matin
Show ! Le Matin est une émission de télévision française diffusée en direct (excepté le vendredi) sur D17 de 7 h à 9 h, du lundi au vendredi depuis le 2 septembre 2013. L'émission s'est arrêtée après 2 saisons le 19 juin 2015. 
L'émission est  présentée par Cartman, Vincent Desagnat, Stéphanie Loire et parfois par Miko. Elle est produite par H2O Productions, la société de production appartenant à Cyril Hanouna.
L'émission n'a pas eu de saison 3 et est remplacée par Lâche Ta Couette.

## Concept
L'émission était  composée de sketchs, parodies et blagues entrecoupés par des clips musicaux. Au cours de l'émission diffusée du lundi au vendredi, l'équipe reçoit des invités.

## Historique
L'émission est lancée le 2 septembre 2013, en remplacement du Morning Star. Le jour de son lancement, le lundi 2 septembre 2013, l'émission attire 50 000 téléspectateurs, soit 1,5 % du public. 
Le 8 octobre 2013, l'émission est exceptionnellement diffusée sur D8 en raison de l'anniversaire du lancement de D8 et D17. Pour l'occasion, l'émission reçoit Elé Asu, Camille Combal, Ariane Massenet, Cyril Hanouna et Bertrand Chameroy comme invités.
Le 7 février 2014, à l'occasion de la 100e de l'émission, l'émission est diffusée en prime-time à 20 h 50.
Le 19 février 2014, l'émission réalise son record d'audience avec plus de 100 000 téléspectateurs, soit 2,3% du public dont 9,7% sur les 15/34 ans (record) et 32,2% sur les 15/24 ans (record).
L'émission s'est arrêtée le 19 juin 2015 après deux saisons sur D17 avec une émission best-of enregistrée.